# Obština Braťa Daskalovi
Obština Braťa Daskalovi (bulharsky Община Братя Даскалови) je bulharská jednotka územní samosprávy ve Starozagorské oblasti. Leží ve středním Bulharsku v Hornothrácké nížině a na jihozápadním úbočí východní Sredné gory. Sídlem obštiny je ves Braťa Daskalovi, kromě ní zahrnuje obština 22 vesnic. Žije zde přes 6 tisíc stálých obyvatel.

## Sídla
| - Braťa Daskalovi (sídlo správy) - Černa Gora - Dolno Novo Selo - Goljam Dol - Gorno Belevo - Gorno Novo Selo - Granit - Kolju Marinovo | - Malăk Dol - Malko Drjanovo - Markovo - Medovo - Mirovo - Najdenovo - Opălčenec - Orizovo | - Partizanin - Plodovitovo - Pravoslav - Săedinenie - Sărnevec - Slavjanin - Veren |

## Sousední obštiny
| Růžice kompasu | Brezovo  | Pavel Baňa              | Kazanlăk     | Růžice kompasu |
| Růžice kompasu | Rakovski | Sever                   | Stara Zagora | Růžice kompasu |
| Růžice kompasu | Rakovski | Obština Braťa Daskalovi | Stara Zagora | Růžice kompasu |
| Růžice kompasu | Rakovski | Jih                     | Stara Zagora | Růžice kompasu |
| Růžice kompasu | Sadovo   | Părvomaj                | Čirpan       | Růžice kompasu |

## Obyvatelstvo
V obštině žije 6 393 stálých obyvatel a včetně přechodně hlášených obyvatel 7 199. Podle sčítáni 1. února 2011 bylo národnostní složení následující:
- Bulhaři: 6 169 (76.3 %)
- Romové: 1 139 (14.1 %)
- Turci: 734 (9.1 %)
- ostatní: 43 (0.5 %)